# Die Konkubine des Kalifen

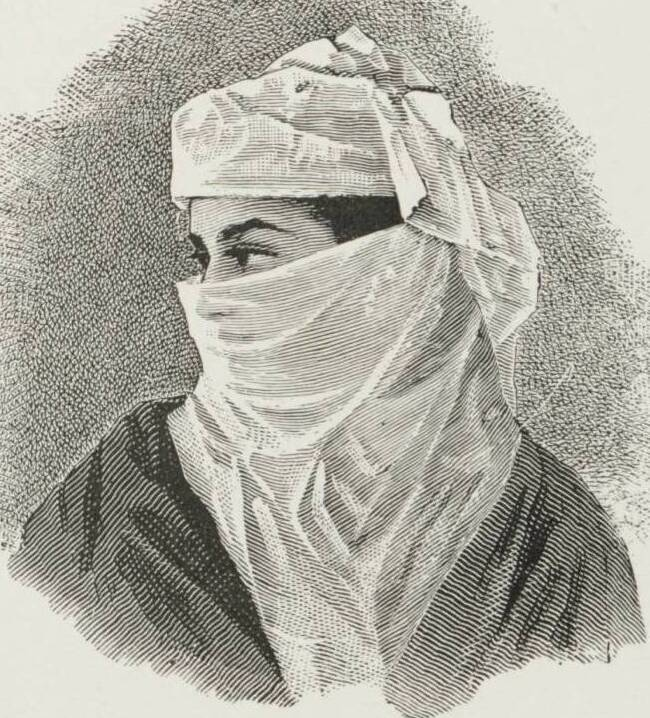
Die Konkubine des Kalifen (Symbolbild). Zeichnung: Verschleierte Schönheit, 1878.

Die Konkubine des Kalifen ist eine der Geschichten aus Tausendundeiner Nacht. In der Arabian Nights Encyclopedia wird sie als ANE 343 gelistet (→ Tausendundeine Nacht – Liste der Geschichten). In der Erzählung geht es um Glück im Unglück, als ein Mann mit einer Konkubine des Kalifen schlafen will.

## Handlung
Ein Mann steht vor seinem Haus als ihm eine schöne Frau samt ihrer Sklavin entgegenkommen. Die Frau bittet den Mann um einen Schluck Wasser und der Mann bittet sie in den Vorraum seines Hauses. Um trinken zu können, entblößt die Frau ihr bildschönes Gesicht, das den Mann bezaubert. Er bittet sie in seinem Haus zu weilen, bis es draußen kühler geworden ist. Daraufhin fragt die Frau, ob er alleine lebt, was er bejaht, woraufhin die Frau ins Haus geht und ihr Reisegewand ablegt. Sie ist schöner als der Vollmond. Der Mann bewirtet sie und sie gibt die Reste dem Sklavenmädchen. Die Frau schenkt dem Mann einige Kleider und offenbart, dass sie eine von vierzig Frauen des Kalifen ist und er jede Nacht bei einer seiner Frauen verbringt – und in dieser Zeit sich die übrigen 39 Konkubinen mit fremden Männern sexuell vergnügen. Die Konkubine weist den Mann an, zu einer bestimmten Zeit sich bereitzuhalten, damit sie ihn verkleidet in ihre Gemächer kommen lassen kann.
Als sich der Mann auf den Weg macht, trifft er einen Freund, bei dem er bis zum Tagesanbruch verweilt, weil er zu unhöflich ist, um zu gehen. Am nächsten Morgen geht er zum Palast des Kalifen, wo er an Holzpfählen jeweils 38 getötete Männer und Frauen hängen sieht. Es handelt sich um die Konkubinen des Kalifen, die in der Nacht mit ihren Liebhabern verkehrt haben. Nur seine eigene Geliebte und die Sklavin mit der der Kalif in der Nacht geschlafen hat, überleben von den vierzig Konkubinen. Der Mann dankt seinem Freund, der ihn aufgehalten hat und ihn vor dem gleichen Schicksal wie die anderen 38 Männer bewahrt hat.

## Hintergrund
Die Geschichte findet sich ausschließlich in der Breslauer Ausgabe, auf die Max Habicht und Richard Francis Burton für ihre Übersetzungen zurückgriffen.

## Ausgaben
- Richard Francis Burton: Arabian Nights, Burton Club, 1900 (Erstausgabe 1885–1888), Band 12, S. 199–202.
- Max Habicht: Tausend und eine Nacht – Arabische Erzählungen, F.W. Hendel Verlag, Leipzig 1926, Band 11, S. 234–236.